# Réunion forrópont

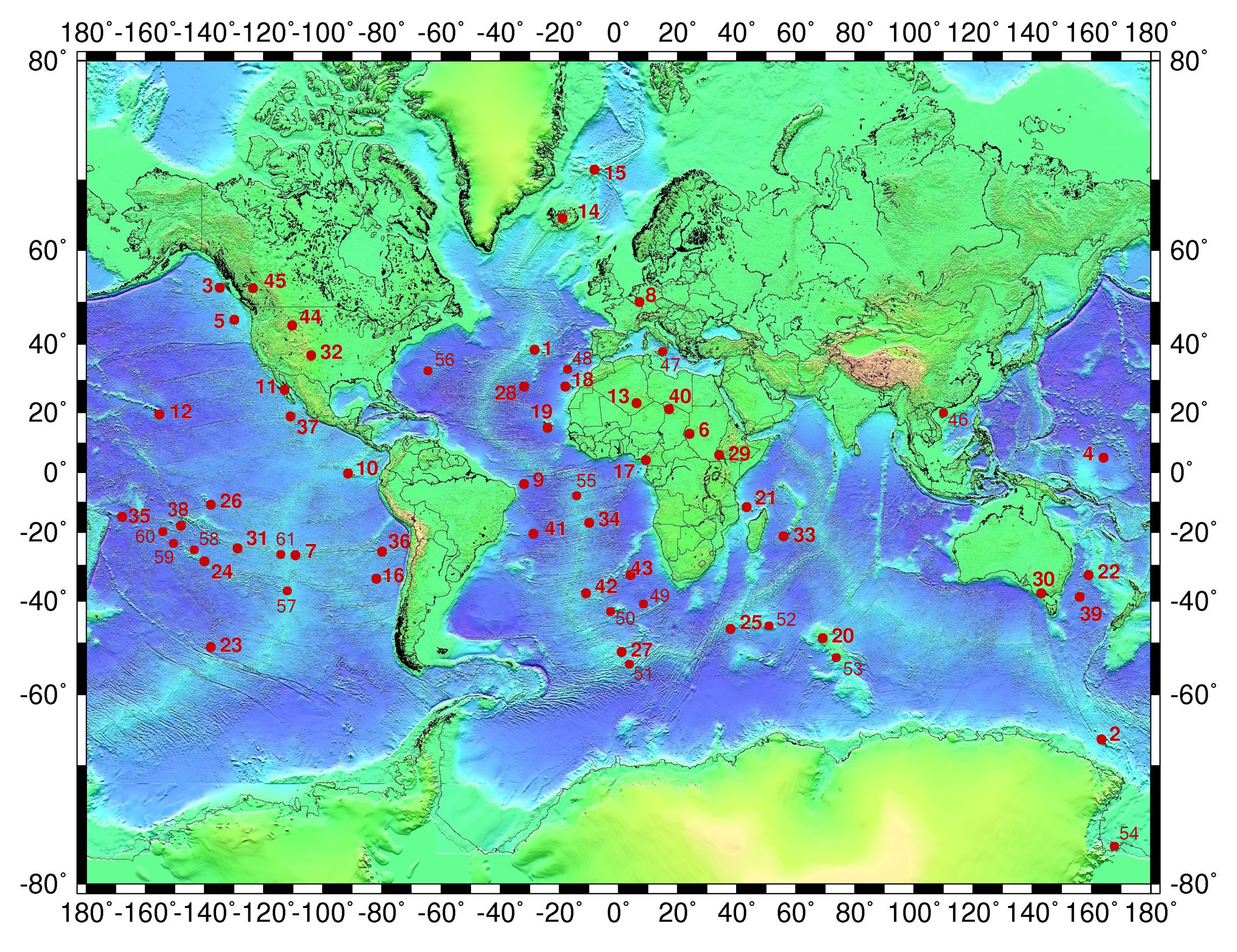
A forrópontok helye a Földön. A 33-as számú a Réunion forrópont

A Réunion forrópont egy köpenyfeláramlási zóna Réunion szigete közelében. Magát a szigetet is ez hozta létre. A forrópont egyike a Jason Morgan által a forrópont-hipotézis alátámasztására vett példáknak. A forrópont jelenlegi aktivitási területe a Piton de la Fournaise sziget, ami mintegy 530 000 éve alakult ki.

## Történet

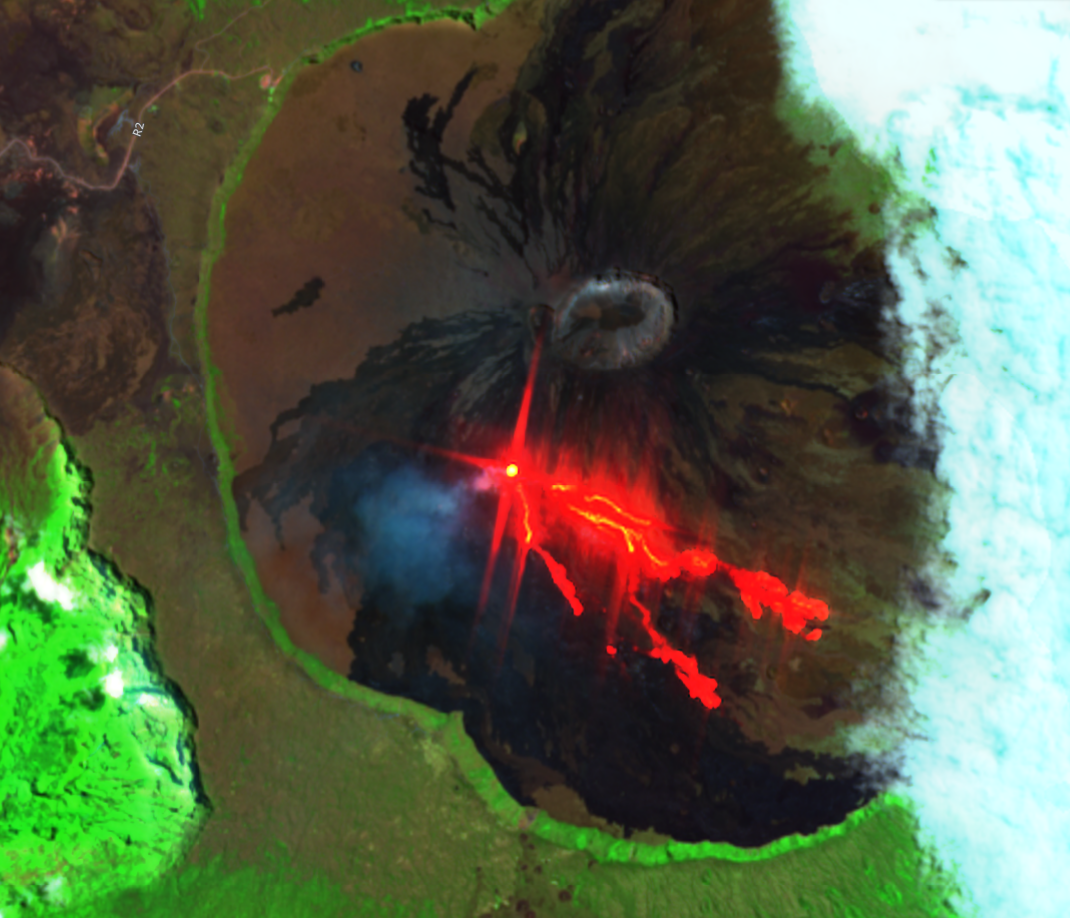
A Piton de la Fournaise 2022. szeptemberi kitörése műholdról fotózva

A forrópont a vizsgálatok szerint 65,5 millió évvel ezelőtt alakult ki, a Dekkán-trappal egy időben. Esetlegesen maga a trapp a forrópont felszínre törésének emlékét őrzi. A Dekkán bazalttakarója mintegy egymillió év alatt alakult ki, és egyes hipotézisek szerint közrejátszott a Kréta–tercier kihalási eseményben.
A köpenyfeláramlás a szeizmikus adatok és a kiömlések geokémiai elemzése alapján a köpeny legalsó részéből indul. A feláramlás beleesik az afrikai alacsony nyírási sebességű terület (Large Low Shear Velocity Province - LLSVP) szélén található feláramlási zónába.
A következő tízmillió évben az Indiai-lemez kiugróan gyorsan, nagyjából 16 cm/év sebességgel mozgott a forrópont felett. Ebben közrejátszhatott, hogy a köpenycsóva fejrésze egyfajta kenőanyagként viselkedett, ami a lemez úszását segítette. Ennek során jött létre a Laksadíva és Maldív-szigetek vonulata. Ezután körülbelül tízmillió éves szünet következett be a forrópont működésében, mialatt az afrikai és indiai lemezek közötti törésvonal alatt haladt át.
Legközelebb a forrópont a mai Mascarenhas-szigetcsoportot létrehozó vulkáni működéssel adott életjelet magáról nagyjából 50 millió éve. Az elmúlt évmilliók során lassan vonult a forrópont dél felé, ahogy a lemezek vándoroltak felette, közben gigantikus varrótűként rendre átlyuggatva azokat, létrehozva egy elnyúló szigetsort. Ezek legfiatalabbja Réunion szigete, ahonnan a nevét is nyerte.

## Ismertebb kitörések

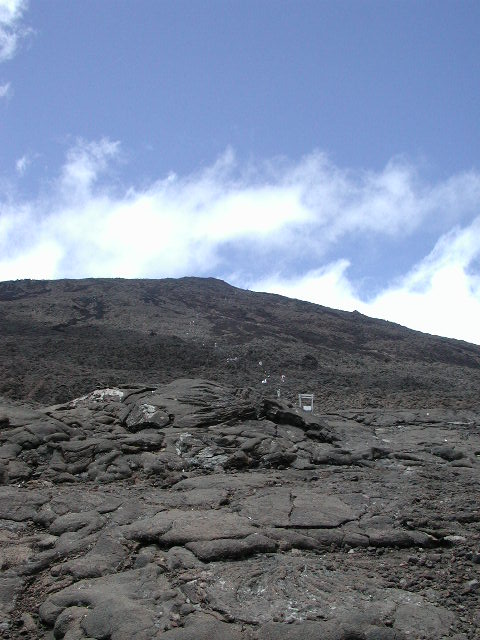
A Piton de la Fournaise 2004 novemberében

A forrópontnak az elmúlt kétezer évben mintegy kétszáz kitörése volt, ezek egyike sem lépte túl a VEI 2. fokát.
- Piton de la Fournaise, 2023[* 1]
- PIton de la Fournaise, 2006. július 20. — 2007. május 1.[* 2]